# غونيلا جيرلاند
غونيلا جيرلاند (بالسويدية: Gunilla Gerland)‏ (من مواليد 13 يوليو 1963، في ستوكهولم) هي كاتبة ومحاضرة ومناقشة سويدية حول موضوع متلازمة أسبرجر .
سيرتها الذاتية لعام 1996 المعنونة «شخص حقيقي: الحياة في الخارج» (العنوان السويدي الأصلي: En Riktig Människa) ، وصفت نشأتها مع متلازمة أسبرجر في بيئة غير متعاطفة.    
واصلت الكتابة  واعطاء المحاضرات   والمناقشة بموضوع متلازمة أسبرجر وطيف التوحد . تعمل كمستشارة ومعلمة في هذا المجال في ستوكهولم. تم الاستشهاد بكتاباتها في أعمال مرتبطة بطيف التوحد   والمشاكل المرتبطة بالتوحد مثل عمه تعرف الوجوه،  بالإضافة إلى طرق تحليل التوحد ومناقشته.

## قائمة المراجع
- 1996 - شخص حقيقي: الحياة في الخارج . آر. جوان تيت. (ردمك 9780285636620)
- 1997 - من الجيد أن نسأل. . . كتاب عن متلازمة أسبرجر والتوحد عالي الأداء
- 1998 - في المكان الذي يبرره - من أجل الإنسانية، «البيولوجيا» والتوحد (ed.)
- 2000 - كيف تفهم وتتعامل مع السلوك العدواني والمؤذي في التوحد؟ لمحة عامة عن نماذج العلاج والعوامل ذات الصلة
- 2000 - اكتشاف متلازمة أسبرجر والتوحد عالي الأداء و PDD . (ردمك 9781853028403) ISBN   9781853028403
- 2002 - التوحد - المشاكل والفرص (مع جوران هارتمان وسولفيج لارسون)
- 2003 - متلازمة أسبرجر - ثم؟
- 2004 - التوحد: العلاقات والجنس
- 2010 - العمل مع متلازمة أسبرجر - الحرف اليدوية والدور المهني
- 2010 - الأطفال الذين يثيرون المخاوف: رؤية وفهم ومساعدة الأطفال في سن ما قبل المدرسة مع تطور مختلف (مع Ulrika Aspeflo)
- 2013 - أسرار النجاح للمحترفين في مجال التوحد: دليل من الداخل لفهم طيف التوحد والبيئة ودورك . (ردمك 9781849053709) ISBN   9781849053709
- Sainsbury، Clare؛ Gerland، Gunilla (1999). "An autistic perspective on live company". Journal of Child Psychotherapy. ج. 25: 153. DOI:10.1080/00754179908260286.